# Va et vient (film)
Pour les articles homonymes, voir Va et vient.
Pour plus de détails, voir Fiche technique et Distribution.
Va et vient (Vai~E~Vem) est un film franco-portugais réalisé par João César Monteiro, sorti en 2003.

## Fiche technique
- Titre : Va et vient
- Titre original : Vai~E~Vem
- Réalisation : João César Monteiro
- Scénario : João César Monteiro
- Image : Mario Barroso
- Son : Jean-Claude Laureux
- Production : Paulo Branco
- Pays d'origine :  Portugal
- Format : couleurs - 1,66:1 - Dolby Digital - 35 mm
- Genre : comédie dramatique
- Durée : 179 minutes
- Date de sortie : 2003

## Distribution
- João César Monteiro : João Vuvu
- Rita Pereira Marques : Adriana / Urraca
- Joaquina Chicau : Custódia
- Manuela de Freitas : Fausta
- Ligia Soares : Narcisa
- José Mora Ramos : M. Zé Aniceto
- Rita Durão : Jacinta
- Maria Do Carmo Rôlo : Bárbara
- Miguel Borges : Jorge Varela Vuvu
- Rita Loureiro : Marina
- Tiago Diaz : Mudo do Acordeão
- Ana Brandão : Eva Sigar
- Rui Luís : père